# Isola degli Internati
L'Isola degli Internati è un'area naturalistica sulla riva del fiume Po, all'interno del territorio del comune di Gualtieri (RE). Si ritiene che il nome sia dovuto alla concessione, nel 1945, di questo territorio ad un gruppo di ex prigionieri della seconda guerra mondiale. Al termine della guerra, le autorità locali provarono, in questo modo, a reinserire gli ex combattenti e prigionieri dei campi di concentramento nel mondo del lavoro. L'attività prevalente era lo sfruttamento del legname presente nella zona.

## Descrizione
Attualmente il territorio, che non è più una isola in seguito al cambio della conformazione del fiume e delle aree limitrofe avvenuto nel tempo, è divenuto in parte un'oasi naturalistica, con una pista ciclabile che permette percorsi cicloturistici. È inoltre presente un piccolo porticciolo al quale possono attraccare barche private. Negli anni parte del territorio chiamato Isola degli Internati è stato sfruttato anche come cava di sabbia, oltre che per la già citata attività legata alla produzione del legno.